# Malí Guzmán
Amalia «Malí» Guzmán (Montevideo, 27 de juny de 1961) és una escriptora uruguaiana de literatura infantil, dramaturga, periodista i escenògrafa.

## Biografia
Es va formar com a actriu a l'escola d'actors del teatre El Galpón i com escenògrafa de teatre i televisió a l'Escola Multidisciplinària d'Art Dramàtic Margarita Xirgu (EMAD). Va ser deixeble de l'artista plàstic Enric Badaró entre 1990 i 1994.
És autora de diverses obres de teatre dirigides al públic infantil. El 2001, la seva obra Cuentos de brujas disparatadas a ser nominada al Premi Florencio en la categoria millor espectacle infantil. Aquesta obra adapta lliurement i integra contes de Valerie Thomas (La bruixa Berta), Arcadio Lobato (El major tresor) i de Mercè Company (La Nana Bunilda menja malsons). També va adaptar al teatre per a nens la novel·la Aventuras y desventuras de Casiperro del Hambre, de Graciela Montes, amb el títol de Casiperro, i és coautora de l'obra teatral per a adults Buenas noches, Afrodita, junt amb Arturo Fleitas i Serrana Ibarra.
Com a periodista, desenvolupa temes de literatura infantil en diversos mitjans: a El País Cultural (suplement d'El País); en les revistes Quehacer educativo, ¿Te cuento?, Padres, Madres & Hijos, Revista Latinoamericana de Literatura Infantil (Colòmbia, el consell editorial del qual integra), Educación y Biblioteca (Espanya); a CX 22 amb un segment setmanal de literatura infantil (1996) i en la programació infantil de TV Ciudad (1999). Entre 1995 i 2000, va editar la secció de literatura infantil a la revista El Estante. El 2006 va produir per Televisió Nacional al programa periodístic infantil La Banda, conduït per nens de 6 a 11 anys, amb el qual va obtenir el premi Tabaré en la categoria de millor programa televisiu per a nens. A l'any següent va ser assessora de programació per a nens i adolescents del mateix canal.
Va presidir el consell directe de la filial uruguaiana d'IBBY (International Board on Books for Young People - Organisme internacional per a la promoció del llibre infantil-juvenil). Des de 2008 assessora el Ministeri d'Educació i Cultura de l'Uruguai (MEC) en el Pla Nacional de Lectura, i a partir del 2010 coordina el Sistema Nacional de Biblioteques Públiques de l'Uruguai.
Entre d'altres reconeixements va obtenir el 1992, amb ¿Cómo se llama este libro?, el primer premi en el concurs de literatura infantil organitzat per Amauta i el MEC. L'Institut Nacional Audiovisual li va atorgar el 1996 el premi de la categoria guió televisiu de ficció (per a adults) per Molinos de viento, en coautoria amb Raquel Costa.
El 2001, amb Un lugar para mí (cuentos de amor, oído y garganta) va guanyar el Segon Premi Nacional de Literatura en la categoria de llibres infantils inèdits l'any 2000.
El 2003 va guanyar el segon premi de la categoria de llibres inèdits amb Adivinanzas en la escuela (y otros chimentos escolares), escrit en col·laboració amb l'il·lustrador Sergio López Suárez. Va ser finalista del premi llatinoamericà de literatura infantil, organitzat per l'editorial Norma i la fundació Fundalectura de Colòmbia, amb El robo. Aquesta obra va ser publicada sota el títol El robo de mi cumpleaños.
El 2008 va obtenir el primer i el segon premi anual de literatura infantil de MEC en la categoria Inèdits per Agustín caminador i Cosas raras, respectivament. El 2010 el va obtenir en la categoria Literatura infantil inèdita per Cayó la noche, i el 2012 va tornar a guanyar-lo en la categoria Inèdits per Caleidoscopio (rimas y canciones). El 2015 va obtenir el segon premi de la categoria inèdits pel seu llibre Agustín Caminador en els Premis Anuals de Literatura del Ministeri d'Educació i Cultura.
És coautora de la col·lecció infantil «Caza-curiosos» de l'editorial Alfaguara. Ha coordinat tallers de literatura infantil, projectes de lectura i altres activitats literàries amb nens, adolescents, docents i pares. Va integrar jurats en diversos concursos, entre ells diversos de cinema per a nens, afavorits per la Cinemateca Uruguaiana.

## Obres
- Un lugar para mí (Cuentos de amor, oído y garganta) (Alfaguara, 2001).
- ¿Cómo se llama este libro? (Alfaguara, 2002).
- Te odio, Clap (Alfaguara, 2003).
- Adivinanzas en la escuela (y algunos chimentos escolares) (Alfaguara, 2003), amb l'il·lustrador Sergio López Suárez.
- Adivinanzas de terror (y otros chimentos horrorosos) (Alfaguara, 2003), amb l'il·lustrador Sergio López Suárez.
- El robo de mi cumpleaños (Trilce, 2005).
- Cayó la noche (Ediciones SM, Argentina, 2008).
- El oído del Diablo (Trilce).
- Auxilio ¡madres! (Fin de Siglo, 2013).
- Agustín Caminador (Ediciones de la Banda Oriental, 2014).
- Colección Renata tiene cosas (Ediciones de la Banda Oriental, 2015).

Teatre
- Cuentos de brujas disparatadas (2001).
- Casiperro (2002).
- Buenas noches, Afrodita.